# Катаріна-Амалія Нідерландська
Її Королівська Високість Катаріна-Амалія, принцеса Оранська, принцеса Нідерландів і принцеса Оранська-Нассау (нід. Prinses Catharina-Amalia, prinses der Nederlanden, prinses van Oranje-Nassau; нар. 7 грудня 2003, Гаага, Нідерланди) — старша донька короля Віллема-Олександра і королеви Максими, внучка колишньої королеви Беатрікс.

## Біографія
Народилася 7 грудня 2003 в госпіталі Броново в Гаазі (Нідерланди). При народженні вона отримала титули принцеси Нідерландів і принцеси Оранської-Нассау. 30 квітня, коли батько став королем, Амалія отримала титул принцеси Оранської. Принцеса Катаріна-Амалія — перша в лінії успадкування престолу Нідерландів.
У принцеси Катаріни-Амалії є дві молодші сестри — принцеса Алексія, яка народилася в 2005, і принцеса Аріана, яка народилася 10 квітня 2007.
Хрестини принцеси Катаріни-Амалії відбулися 12 червня 2004 в Гаазі. Серед її хресних — принц Костянтин, молодший син колишньої королеви Беатрікс і дядько принцеси Катаріни-Амалії, і наслідна принцеса Швеції Вікторія.
10 грудня 2007 почала навчання в школі Bloemcampschool.